# Jan Stanisław Kamieński
Jan Stanisław Kamieński herbu Rola – sędzia ziemski lidzki od 1765 roku, podsędek lidzki w latach 1752-1765, skarbnik lidzki do 1752 roku, wójt lidzki w latach 1728-1731, oboźny lidzki w latach 1726-1728.
Poseł lidzki na sejm 1756 roku.